# Ronnie Scott
Ronnie Scott (Aldgate, 28 januari 1927 - Londen, 23 december 1996) was een Engelse jazzsaxofonist en eigenaar van de naar hem genoemde jazzclub in Soho (Londen). Hij was een van de invloedrijkste figuren uit de naoorlogse Britse jazzscene, zowel op muzikaal vlak als door zijn jazzclub.

## Carrière
Ronnie Scott werd geboren als Ronald Schatt in Aldgate, Oost-Londen. Zijn vader speelde saxofoon in dansorkesten en hij volgde diens voorbeeld. Op zijn zestiende begon hij op te treden in kleine jazzclubs en in 1944 ging hij op tournee met Johnny Claes, de Belgische autocoureur en bandleider. Na de oorlog speelde hij onder meer bij Ted Heath en Cab Kaye, en werkte verschillende malen op de Queen Mary waardoor hij de gelegenheid kreeg om in New York kennis te maken met de Amerikaanse moderne jazz (meer bepaald de bop).
In 1952 ging Scott spelen bij het orkest van Jack Parnell, en daarna leidde hij van 1953 tot 1956 zijn eigen negenkoppige band waarin onder meer Pete King speelde, met wie hij later zijn jazzclub zou oprichten. Tussen 1957 en 1959 was hij samen met Tubby Hayes de leider van The Jazz Couriers, en van 1960-1967 leidde hij een kwartet met onder meer Stan Tracey, die toen tevens de huispianist was van de jazzclub. Hij deed in die periode ook regelmatig sessiewerk; het bekendste voorbeeld daarvan is zijn saxofoonsolo op "Lady Madonna" van The Beatles.
In 1967-69 was Scott lid van de Kenny Clarke-Francy Boland Big Band waarmee hij door Europa toerde. Hij bleef ook verschillende eigen formaties leiden met o.a. Kenny Wheeler (trompet), Mike Carr (keyboards), John Surman (saxofoon) en Martin Drew (drums).
Vanaf de jaren 70 moest hij zijn muzikale activiteiten meermaals stopzetten, omdat hij onder depressies leed. In 1981 werd hij onderscheiden met een benoeming tot Officier in de Orde van het Britse Rijk. In 1995 trok hij zich uit het muziekleven terug; hij had een tandvleesinfectie, moest al zijn tanden laten trekken en een prothese laten aanbrengen. Enkele maanden nadien, vlak vóór hij op Kerstavond 1996 weer wilde gaan optreden, werd hij dood aangetroffen in zijn huis in Londen. De doodsoorzaak werd vastgesteld als een accidentele overdosis barbituraten, voorgeschreven door zijn tandarts.

## Ronnie Scott's Jazz Club

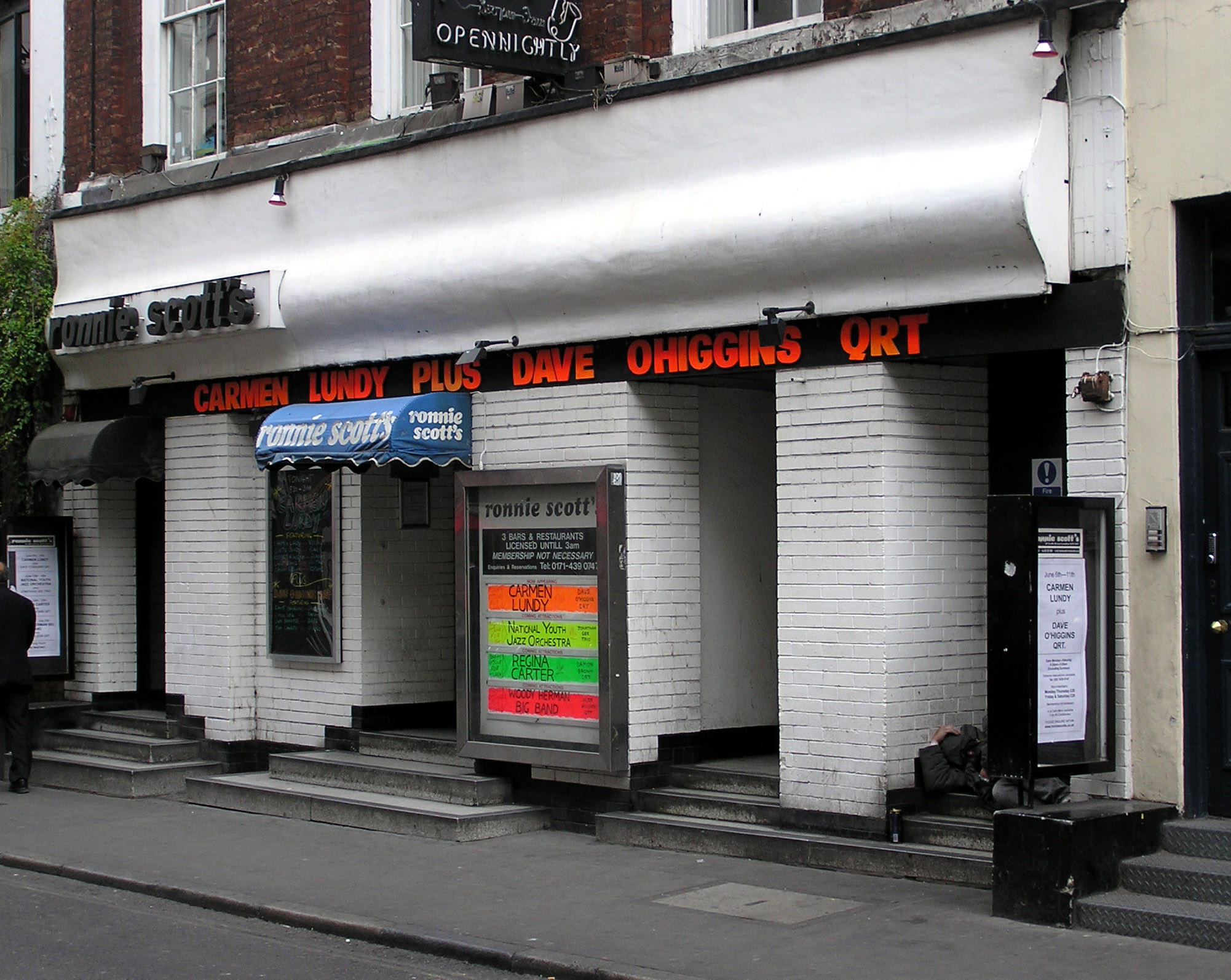
Ronnie Scott's in 2005

Toen The Jazz Couriers in 1959 ermee stopten, stichtte Ronnie Scott, samen met tenorsaxofonist Pete King (1929-2009) een eigen jazzclub naar het voorbeeld van de clubs die ze in Amerika hadden bezocht. Ronnie Scott's was aanvankelijk gevestigd in een kelder in Gerrard Street, Soho. De dagelijkse leiding van de club was vanaf het begin in handen van King. Ze slaagden erin om grote Amerikaanse jazzmusici als Stan Getz, Sonny Rollins en Wes Montgomery naar hun club te halen.
In 1965 verhuisde Ronnie Scott's naar ruimere lokalen in Frith Street en langzaam groeide de jazzclub uit tot een van de belangrijkste ter wereld. Wanneer Ronnie Scott niet zelf op tournee was, trad hij er regelmatig op als voorprogramma van zijn gasten en als Master of Ceremony. Hij hield er een vast repertoire van droge humor en oneliners op na; bijvoorbeeld wanneer het publiek niet enthousiast genoeg was naar zijn smaak, stelde hij meestal voor: "Let's all join hands and contact the living".
Na de dood van Scott was King gedurende acht jaar de enige eigenaar van de club. In 2004 verkocht hij ze aan Sally Greene, eigenaar van de Old Vic. Na renovaties heropende de club in juni 2006 de deuren.
Het platenlabel Ronnie Scott's Jazz House brengt CD's uit met live-opnamen vanuit Ronnie Scott's.